# Fejervarya orissaensis
Espèce
Synonymes
- Limnonectes orissaensis Dutta, 1997

Statut de conservation UICN

 LC  : Préoccupation mineure
Fejervarya orissaensis est une espèce d'amphibiens de la famille des Dicroglossidae.

## Répartition
Cette espèce est endémique l'État d'Orissa en Inde. Elle se rencontre entre 100 et 500 m d'altitude.

## Description
Les mâles mesurent de 36,2 à 47,2 mm et les femelles de 34,2 à 53,8 mm.

## Étymologie
Son nom d'espèce, composé de orissa et du suffixe latin -ensis, « qui vit dans, qui habite », lui a été donné en référence au lieu de sa découverte.

## Publication originale
- Dutta, 1997 : A new species of Limnonectes (Anura: Ranidae) from Orissa, India. Hamadryad, Madras, vol. 22, no 1, p. 1-8 (texte intégral).